# Joey Fatone
Anthony Joseph "Joey" Fatone, Jr. (nascido em 28 de janeiro de 1977; sobrenome pronunciado / fətoʊn /) é um cantor, ator e personalidade da televisão norte-americano. Ele é conhecido como um membro do grupo pop norte-americano 'N Sync. Em 2007, ele ficou em segundo lugar no programa Dancing with the Stars. No mesmo ano também foi o anfitrião das versões americana e australiana de The Singing Bee.

## Atuações noteatro
- Rent como Mark Cohen (2002)
- Little Shop of Horrors (Pequena Loja dos Horrores) como Seymour Krelborn (2004)

## Atuações nocinema
- "On the Line" (Na Linha do Trem) como Rod (2001) [1]
- "My Big Fat Greek  Wedding" (Casamento Grego) como Primo Angelo (2002) [2]
- "The Cooler" (2003)
- "Homie Spumoni" (Mano Italiano) como Buddy (2006)
- "Beethoven's Big Break" (Beethoven: A Corrida para a Fama) como Bones (2008)
- Dead 7 (2016) como Whiskey Joe
- My Big Fat Greek  Wedding 2" (Casamento Grego) como Primo Angelo (2016)

- "Christmas Wedding Planner" (Era uma vez um casamento) como George (2017)

## Músicas
- Ready to Fall, da trilha sonora do filme "On the Line" (Na Linha do Trem) (2001)